# Equarhofen
Equarhofen (fränkisch: Äkmerhoufa) ist ein Gemeindeteil der Gemeinde Simmershofen im Landkreis Neustadt an der Aisch-Bad Windsheim (Mittelfranken, Bayern). Die Gemarkung Equarhofen hat eine Fläche von 8,478 km². Sie ist in 952 Flurstücke aufgeteilt, die eine durchschnittliche Fläche von 8905,18 m² haben.

## Geographie
Durch das Pfarrdorf fließt die Steinach. Im Ort münden – von Süden kommend – der Höllbach und – von Nordosten kommend – der Wallmersbach in die Steinach. Unweit westlich verläuft die Landesgrenze zu Baden-Württemberg. Die Kreisstraße NEA 49/K 2875 führt nach Hohlach (2,8 km nordöstlich) bzw. nach Frauental (1,9 km westlich). Die Kreisstraße NEA 47/K 2876 führt nach Auernhofen zur Staatsstraße 2256 (3,5 km nördlich). Gemeindeverbindungsstraßen verlaufen nach Freudenbach (2,7 km südwestlich), nach Großharbach zur Kreisstraße AN 31 (3,6 km südöstlich) und nach Neustett ebenfalls zur AN 31 (4,3 km südlich).

## Geschichte
In einer Urkunde von 1103 wurde ein „Meginwart de Eckebruck“ genannt. Dies ist zugleich die erste Erwähnung des Ortes. 1119 wurde der Ort „Ekkeburgehoven“ genannt, 1608 erstmals „Eckquarhouen“. Das Bestimmungswort des Ortsnamens ist Eckeburg, der Personenname des Siedlungsgründers.
Gegen Ende des 18. Jahrhunderts gab es in Equarhofen 45 Anwesen. Das Hochgericht übte das ansbachische Oberamt Uffenheim aus. Das Kasten- und Stadtvogteiamt Uffenheim war Grundherr von 36 Anwesen. Von 1797 bis 1808 unterstand Equarhofen dem preußischen Justiz- und Kammeramt Uffenheim.
1806 kam der Ort an das Königreich Bayern. Mit dem Gemeindeedikt (frühes 19. Jahrhundert) wurde der Steuerdistrikt Equarhofen gebildet, zu dem Grubenmühle gehörte. Wenig später entstand die Ruralgemeinde Equarhofen mit den Orten Bollenmühle und Grubenmühle. Sie war in Verwaltung und Gerichtsbarkeit dem Landgericht Uffenheim zugeordnet und in der Finanzverwaltung dem Rentamt Uffenheim (1919 in Finanzamt Uffenheim umbenannt). Ab 1862 war das Bezirksamt Uffenheim für die Verwaltung der Gemeinde zuständig (1939 in Landkreis Uffenheim umbenannt). Die Gerichtsbarkeit blieb beim Landgericht Uffenheim (1879 in Amtsgericht Uffenheim umbenannt), seit 1973 ist das Amtsgericht Neustadt an der Aisch zuständig. Die Gemeinde hatte 1964 eine Gebietsfläche von 8,469 km². Am 1. Juli 1972 wurde Equarhofen im Zuge der Gebietsreform in Bayern nach Simmershofen eingegliedert.

### Baudenkmäler
Es gibt in Equarhofen 14 Baudenkmale, darunter die evangelisch-lutherische Pfarrkirche St. Kilian und das ehemalige Schulhaus. In den 1960er Jahren gab es 22 Baudenkmale.

### Bodendenkmäler
In der Gemarkung Equarhofen gibt es sechs Bodendenkmäler.

### Einwohnerentwicklung
| Jahr      | 1818   | 1840   | 1852   | 1855   | 1861   | 1867   | 1871   | 1875   | 1880   | 1885   | 1890   | 1895   | 1900   | 1905   | 1910   | 1919   | 1925   | 1933   | 1939   | 1946   | 1950   | 1952   | 1961   | 1970   | 1987   | 2014  |
| Einwohner | 311    | 323    | 342    | 341    | 368    | 366    | 364    | 369    | 382    | 381    | 362    | 374    | 354    | 357    | 359    | 351    | 346    | 336    | 339    | 548    | 541    | 470    | 341    | 297    | 276    | 218   |
| Häuser    | 60     | 62     |        |        |        |        | 68     |        |        | 70     | 72     |        | 68     |        |        |        | 72     |        |        |        | 79     |        | 75     |        | 68     |       |
| Quelle    | [ 10 ] | [ 18 ] | [ 19 ] | [ 19 ] | [ 20 ] | [ 21 ] | [ 22 ] | [ 23 ] | [ 24 ] | [ 25 ] | [ 26 ] | [ 19 ] | [ 27 ] | [ 19 ] | [ 28 ] | [ 19 ] | [ 29 ] | [ 19 ] | [ 19 ] | [ 19 ] | [ 30 ] | [ 19 ] | [ 12 ] | [ 31 ] | [ 32 ] | [ 2 ] |

## Religion
Der Ort ist Sitz einer Pfarrei und seit der Reformation evangelisch-lutherisch geprägt.